# Веслі Кларк
Веслі Кенн Кларк (англ. Wesley Kanne Clark; нар. 23 грудня 1944, Чикаго, Іллінойс, США) — генерал армії США.

## Життєпис
Кларк є випускником військової академії Вест-Пойнт. Веслі  отримав престижну стипендію Родса для навчання в Оксфордському університеті, в якому здобув М. А. з економіки. Пізніше закінчив Коледж командного та генерального штабу, отримавши М. А. у військовій справі. Прослужив 34 роки в лавах армії США і Міністерстві оборони, отримавши безліч військових нагород, почесних лицарських титулів, і Президентську медаль Свободи.
Кларк командував силами НАТО в Косово, коли він очолював Вищий штаб союзних держав Європи (Supreme Headquarters Allied Powers Europe (SHAPE)) з 1997 по 2000 рр.
Кларк брав участь в 2004 у виборах на пост президента від Демократичної партії США, проте вийшов з боротьби на користь Джона Керрі. На сьогоднішній день Кларк очолює політичний комітет «WesPAC: Securing America», сформований після праймеріз. Комітет підтримував кандидатів від Демократичної партії на виборах до Палати представників США.
Є автором книги «Як перемогти в сучасній війні» (Winning Modern War).
Уеслі Кларк дуже високо оцінив дії української армії в нинішній війні на Донбасі, а операцію в Дебальцеве з точки зору стратегії вважає успішною і такою, що увійде в підручники сучасної військової справи.

## Кар'єра
Навчався у Вест-Пойнтській військовій академії (1966), Оксфордському університеті (економічний факультет, 1968) та Командно-штабному коледжі Генерального штабу ЗС США.
Проходив військову службу в Форті Беннінг (штат Джорджія), Форті Нокс (штат Кентуккі), Форті Беннінзі (штатиДжорджія та Алабама), Форті Брегг (Північна Кароліна). В званні капітана служив у 82 повітряно-десантній дивізії (Форт Райлі, штат Канзас).
Учасник війни у В'єтнамі (1969-71). Поранений, відзначений кількома бойовими нагородами, зокрема, Срібною Зіркою.
1971 — в Генеральному штабі Армії США. 1972-74 — інструктор у Вест-Пойнській військовій академії.
Захистив дисертацію, присвячену передусім американській політиці щодо В'єтнамської війни.
1975 — співробітник Білого дому (адміністрації Президента США). Сприяв створенню Меморіалу ветеранів війни у В'єтнамі.
1976-79 — проходив службу у 1-й бронетанковій бригаді, що базувалася в Німеччині, був спеціальним помічником командуючого Об'єднаних сил генерала О.Хейга. Одержавши звання підполковника, В.Кларк продовжив службу в Штабі Верховного головнокомандуючого об'єднаних сил НАТО в Європі (зокрема, розробляв питання проведення багатонаціональних військових навчань).
1983 — В.Кларк одержав звання полковника. Служив у Вашингтоні в Комітеті начальників штабів армії США.
1989 — бригадний генерал. Командував Національним навчальним центром в Форті Ірвіні (Каліфорнія), випускники якого відзначилися під час масштабних операцій у Перській затоці (1991, Кувейт, Ірак).
В.Кларк зарекомендував себе як прихильник модернізації армії, застосування новітніх технологій (передусім електронних), тактики рішучих дій .
1992 — генерал-майор.
1994 — генерал-лейтенант, очолив підрозділ стратегічних планів і політики в штабі Об'єднаного комітету начальників штабів ЗС США.
1997—2000 — очолював штаб союзних держав Європи (успішно провів операції щодо умиротворення в колишній Югославії). Був Верховним головнокомандуючим об'єднаних збройних сил НАТО в Європі.
У 2004 і 2008 роках брав участь у президентських виборах США.

## Творчий доробок
В.Кларк — автор книг, зокрема, «Як перемогти в сучасній війні» та «Ведення сучасних воєн» (2003). В них генерал аналізує хід військових дій у семи країнах: Іраку, Сирії, Лівані, Лівії, Сомалі, Судані та Ірані.

## Нагороди та відзнаки
В.Кларк удостоєний численних нагород та відзнак. Назвемо Президентську медаль свободи (США, 2000), Великий хрест за заслуги перед Федеративною Республікою Німеччиною, Великий хрест на військові заслуги Португалії. 2013 року удостоєний чеської премії за активне міжнародне співробітництво. В честь генерала В.Кларка названі вулиці та бульвари в США, Косово.